# Ludwika Castori
Ludwika Castori (Castori-Dąbrowska) (ur. 25 maja 1920 we Lwowie, zm. 9 maja 1998 w Krakowie) – polska aktorka teatralna

## Życiorys
W latach 1944–1945 występowała w Polskim Teatrze Dramatycznym we Lwowie. Od 1945 do 1947 była aktorką Teatru Śląskiego w Katowicach, od 1947 do 1950 Teatrów Dramatycznych w Krakowie. W latach 1950–1955 grała w Teatrze Polskim w Warszawie, 1955–1980 – Teatrze im. Juliusza Słowackiego w Krakowie.

W jej repertuarze znajdowały się m.in. role Tytanii w Śnie nocy letniej Williama Szekspira (Teatr Śląski i Teatr im. Juliusza Słowackiego w ramach Teatrów Dramatycznych), Oliwii w Wieczorze Trzech Króli Szekspira (Teatr Śląski i Teatr im. Juliusza Słowackiego w ramach Teatrów Dramatycznych), Maryny w Weselu Stanisława Wyspiańskiego (Teatr Śląski i Teatr im. Juliusza Słowackiego), Liselotty w Dwóch teatrach Jerzego Szaniawskiego (Teatr Śląski i Teatr im. Juliusza Słowackiego), Ruth w Niemcach Leona Kruczkowskiego (Stary Teatr w ramach Teatrów Dramatycznych), Goplany w Balladynie Juliusza Słowackiego (Teatr im. Juliusza Słowackiego w ramach Teatrów Dramatycznych), Natalii Goricz w Mądremu biada Aleksandra Gribojedowa (Teatr Polski i Teatr im. Juliusza Słowackiego), Jessie w Juliuszu i Ethel Leona Kruczkowskiego (Teatr Polski), Laury w Kordianie Juliusza Słowackiego, Salomei w Horsztyńskim Juliusza Słowackiego, Joanny w Więźniach z Altony Jean-Paula Sartre’a, Janiny w Domu otwartym Michała Bałuckiego, Podstoliny w Zemście Aleksandra Fredry, Pani Chomińska we W sieci Jana Augusta Kisielewskiego, Anny Andriejewnej w Rewizorze Nikołaja Gogola, Heroldki w Kobietach na święcie Tesmoforiów Arystofanesa (wszystkie: Teatr im. Juliusza Słowackiego).

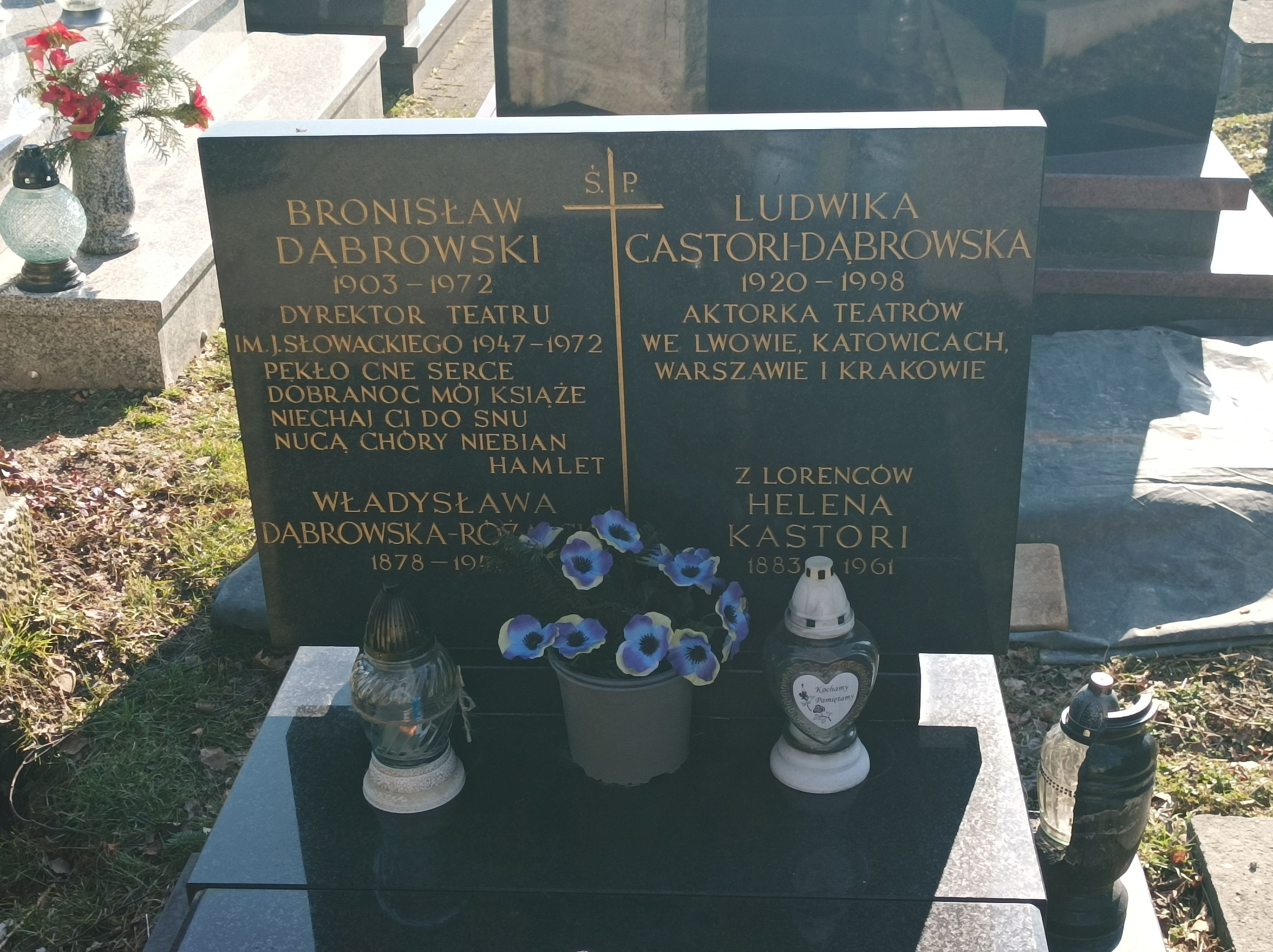
Grób Bronisława Dąbrowskiego i Ludwiki Castori na cmentarzu Salwatorskim w Krakowie

Jej jedyną rolą filmową była Basia, żona niewidomego architekta w Kaloszach szczęścia z 1958.
Zmarła w Krakowie, pochowana na cmentarzu Salwatorskim (sektor SC14-1-8).

## Role w Teatrze Telewizji
- 1961 – Gwinona w Balladynie Juliusza Słowackiego
- 1968 – Juliasiewiczowa w Moralności pani Dulskiej Gabrieli Zapolskiej
- 1968 – Krateryka w Królu Agisie Juliusza Słowackiego
- 1969 – Królowa Bona w Polacy nie gęsi Ludwika Hieronima Morstina
- 1970 – Julia w Letnikach Maksyma Gorkiego
- 1975 – Wanda Ogrodzka w Grzechu Stefana Żeromskiego
- 1976 – Lady Moping w Małej przechadzce pana Lovedaya Evelyna Waugha
- 1977 – Pani Wacława w Kapelusze stawiają na nogi Jadwigi Skotnickiej
- 1984 – Gorońska w Granicy Zofii Nałkowskiej

## Ordery i odznczenia
- Krzyż Kawalerski Orderu Odrodzenia Polski (1985)
- Medal 10-lecia Polski Ludowej (19 stycznia 1955)[2]